# Hogar 10
Hogar 10 era un canal de TDT espanyol d'àmbit estatal, que pertanyia a laSexta i emetia a través del múltiplex 69 (juntament amb Antena 3, Antena.Neox i Antena.Nova). Començà les seves emissions el 31 de juliol de 2007 a les 20:30h, substituint a Telehit. El primer programa emès va ser Hoy cocinas tú, presentat per Eva Arguiñano.
El 14 d'agost de 2009, Hogar 10 va cedir el seu espai al canal de TDT de pagament anomenat Gol Televisión de Mediapro (accionista de laSexta).

## Programació
La programació del canal estava formada per programes de bricolatge, telenovel·les, programes de salut, concursos, espais d'humor, reposicions de laSexta, etc. El canal va apostar per telenovel·les produïdes per Televisa (soci de laSexta), com Esmeralda i Así son ellas. La primera narra una història al voltant de l'amor, amb històries paral·leles, odi, gelos, lleialtats i traïcions; per la seva banda, Así son ellas explica una història de sis dones madures que es retroben.
Hogar 10 va incloure una programació variada amb l'objectiu d'arribar a tots els públics. A través de programes com Sabor de Hogar, s'abordaven els temes quotidians relacionats amb l'oci, la gastronomia, la decoració, la família, la salut o Internet. Una de les grans apostes del canal era el seu programa gastronòmic, Hoy cocinas tú, dirigit per Eva Arguiñano. El programa No sabe, no contesta, presentat per Miki Nadal, també va tenir una gran acollida entre el públic.
Hogar 10 també va retransmetre el partit de la Lliga BBVA entre el Recreativo de Huelva i el Sevilla FC, essent el primer partit de futbol d'Espanya emès per la TDT. La cadena va emetre aquest partit per l'anomenada guerra del futbol.